# Carrières souterraines de Chaumont-Choignes
Carrières souterraines de Chaumont-Choignes este o arie protejată (sit de importanță comunitară — SCI) din Franța întinsă pe o suprafață de 20 ha, integral pe uscat.

## Localizare
Centrul sitului Carrières souterraines de Chaumont-Choignes este situat la coordonatele 48°06′39″N 5°10′14″E / 48.11083°N 5.17056°E.

## Înființare
Situl Carrières souterraines de Chaumont-Choignes a fost declarat arie specială de conservare în baza directivei 92/43 din 1992 referitoare la conservarea habitatelor naturale și a faunei și florei sălbatice pentru a proteja 6 specii de animale.

## Biodiversitate
Situată în ecoregiunea continentală, aria protejată nu include niciun habitat protejat.
La baza desemnării sitului se află mai multe specii protejate de  mamifere (6): liliac cârn (Barbastella barbastellus), liliac cu urechi mari (Myotis bechsteinii), liliac cărămiziu (Myotis emarginatus), liliac comun (Myotis myotis), liliacul mare cu potcoavă (Rhinolophus ferrumequinum), liliacul mic cu potcoavă (Rhinolophus hipposideros).